# بهزاد گلپایگانی
بهزاد گلپایگانی (۱۳۱۷ تهران - ۲۸ آذر ۱۳۶۴ در تهران) طراح گرافیک و از آغازگران «تایپوگرافی نوین فارسی» است.

## زندگی
بهزاد گلپایگانی، هنرمند نقاش و طراحی گرافیک در سال ۱۳۱۷ و در خانواده‌ای نظامی به دنیا آمد. او تحصیلات خود را به پیشنهاد دوستش عباس مشهدی‌زاده از هنرستان هنرهای زیبای پسران تهران که به تازگی راه‌اندازی شده بود، در سال ۱۳۳۶ و در رشتهٔ نقاشی آغاز کرد و سپس در دانشکده هنرهای تزئینی تهران و سپس در هنرهای زیبای پاریس ادامه داد. او در مدت هفت سال اقامت خود در پاریس به تحصیل و طراحی روی پارچه پرداخت. گلپایگانی در مقاطع مختلفی تحصیلات عالی خود را، در ایران و همچنین فرانسه نیمه کاره رها کرد. بهزاد معتقد بود با صاحب گالری‌ها و دست‌اندرکاران نیز به دلیل ضوابط تجاری و تشریفات فراوان تفاهمی ندارد، از این‌رو از بسیاری از هم‌دوره‌ای‌های خود شهرت کمتری کسب کرد.
بهزاد گلپایگانی پس از بازگشت به ایران به طراحی، نقاشی و سیما پرداخت. اوج هنر او به خلق حدود یکصد تابلو با چوب، فلز و مقوا با موضوع «هـ» مربوط است، اگر چه سرانجام این تابلوها به خاطر اتهام دوست صمیمی‌اش به آتش سپرده شده و خاکستر شدند. بهزاد گلپایگانی با دانشگاه آزاد (پیش از تأسیس دانشگاه آزاد اسلامی)، مجتمع ادبیات و علوم انسانی، انتشارات فرانکلین، نشریات پیک وکتابخانه ملی ایران همکاری داشته‌است.

## فعالیت‌ها
گلپایگانی در تجربیات خود سبک‌های متفاوتی را تجربه نمود که بارزترین آن‌ها با تمرکز بر حروف نسخ فارسی بود، او که استاد مسلم تایپوگرافی است در دهه پنجاه شمسی نقطه آغازی در شکل‌گیری «تایپوگرافی نوین فارسی» را بنا نهاد. جلد کتاب‌های او با استفاده از حروف چاپی نسخ پدیدار شده‌اند، بهزاد در آن دوره با شکستن شیوه‌های قدیمی و کلیشه‌ای «لی‌اوت» روشی چشم‌گیر و خاص را به وجود آورد که همچنان توسط بسیاری از هنرمندان معاصر دنبال می‌شود. در آثار گرافیک او حروف تنها کلمات را به وجود نمی‌آورند بلکه از لحاظ بصری نیز گویای محتوا و درون هستند.
او همچنین قریب به بیش از ۶۰ نقاشی با بهره از حروف پدید آورد که آن‌ها را در دو نمایشگاه انفرادی از جمله «سپید بر سپید» که سال ۱۳۵۱ در انجمن روابط فرهنگی ایران و فرانسه برگزار کرد به نمایش گذاشت. او در این مجموعه به‌طور خاص بروی حرف «هـ» توجه ویژه‌ای نشان داد و نمایشگاهش را با عنوان «هـ ی همه تا هـ ی هیچ» همراه کرد. در اکثر آثار این مجموعه با استفاده از ویژگی‌های بصری این حرف ترکیب‌هایی جدید و منحصر به فرد را پدیدآورد. دیگر مشخصه این مجموعه پرهیز از بکارگیری رنگ بود. فرم‌ها با اختلاف سطح چند میلی‌متری بروی تخته‌های سفید چوبی دیده می‌شدند. همچنین در تعدادی از تابلوها از رنگ سیاه یا ورقه‌های مسی و فولادی استفاده شده بود. وی جدا از مجموعه حروف که عاری از رنگ بود تجربیاتی در سبک «سقاخانه» و همچنین آثاری رنگارنگ متمایل به «آپ آرت» دارد. در این مجموعه ۵ اثر به وجود آمد که مملو از نقوش هندسی و رنگ‌هایی تخت و زنده بودند.
در مجموع می‌توان گفت آثار او در حوزهٔ گرافیک به دو دورهٔ کاملاً متفاوت تقسیم می‌شود: دورهٔ اول تحت تأثیر «آپ آرت» دارای شکل‌های منظم و هندسی به همراه رنگ‌های تند و گیرا هستند و در دورهٔ دوم که دورهٔ پختگی آثار اوست، آثارش به بی‌رنگی و سپیدی گرایش داشتند که مجموعه‌ای است که حروف نگاره‌هایی که با «ه» شکل گرفته‌اند و «همه چیز و هیچ چیز» را به نمایش گذاشته بوده‌است. او در تشریح دلیل استفاده از حرف «هـ» می‌گوید:

"این «ه» ها، «ه» هستی هستند، در واقع «ه» یعنی همه چیز، «ه» یعنی قسمتی از هیچ، «ه» یعنی قسمتی از هستی «ه» یعنی نفس تازه کردن «ه» را نمی‌شود نوشت، می‌شود نشان داد مثل خود نفس کشیدن. این «ه»‌ها خود ما هستیم که وجود داریم، زندگی می‌کنیم و نفس می‌کشیم، «ه»‌های نفس کشیدن است. نفس کشیدن، نفس زندگی و زندگی مهم است."

شرکت سهامی کتاب‌های جیبی و انتشارات فرانکلین در دههٔ پنجاه مجموعهٔ کتاب‌هایی را در قطع جیبی منتشر می‌کرد که طراحی آن‌ها توسط گلپایگانی انجام می‌شد که طرح‌های جلد آن‌ها بسیار مورد توجه قرار گرفت. جذابیت طرح‌ها به واسطه تایپوگرافی‌های یکدست، هماهنگ و شفاف آنان با استفاده از حروف چاپی یا ترسیم مجدد آنان براساس همان حروف بود. او با چاپ تک رنگ روی مقواهای بافت‌دار و ترکیب‌بندی حروف به معنای عناوین و محتوای کتاب نزدیک‌تر می‌شد. نمونه‌های برجسته این آثار، مجموعه روی جلدهای «رستم و اسفندیار»، «باغ‌وحش انسانی»، «انسان خود را می‌سازد» و ... هستند. گرچه بسیاری از آثار بدون امضا طراح هستند، اما شیوه او کاملاً آثارش را از دیگر طراحی‌های آن دوران مجزا می‌سازد.

جلد کتاب "باغ‌وحش انسانی"

بسیاری از نقاشی‌های او نزد یکی از دوستانش نگهداری می‌شد که در فضای متشنج سال‌های ابتدایی پس از انقلاب از ایران خارج شد. نکته تامل‌برانگیز در این رابطه با این بود که متأسفانه کلیه تابلوها توسط نهادهای دولتی تصرف و پس از درگذشت گلپایگانی به حراج گذاشته شد. تلاش‌های خانواده او به دلیل نداشتن مدرک مکتوب از در امانت بودن آثار به نتیجه‌ای نرسید.

## مرگ
بهزاد گلپایگانی هنگامی که ایده‌هایش را برای تهیه مجموعه بعدی خود که شامل به «حجم» کشیدن «هـ» و حروف دیگر بود را پرورش می‌داد در سال ۱۳۶۰ دچار سکته مغزی شد و نیمی از بدنش از فعالیت و حرکت بازایستاد و چهار سال و نیم را در بستر بیماری گذراند و در ۲۸ آذر ۱۳۶۴ بر اثر سرماخوردگی شدید درگذشت.

## بزرگداشت
نمایشگاه رنگ پنجم که در سال ۱۳۸۵ برگزار شد به منظور معرفی طراحان گرافیک ایرانی که در طراحی با حروف و تایپوگرافی شاخص بودند، در بخش جنبی نمایشگاه تایپوگرافی، آثار بهزاد گلپایگانی را به جهت ویژگی‌های خاص آثارش در دههٔ پنجاه و تداومی که در خلق آثارش وجود داشت، به نمایش گذاشت.
مراسم نکوداشت بهزاد گلپایگانی در تاریخ چهارشنبه ۱۶ شهریور ۱۳۹۰ در نگارخانه برگ توسط سازمان زیباسازی شهرداری تهران برگزار شد که علاوه بر نمایش فیلمی ساخته‌ی امیر فرهاد در این مراسم، نمایشگاه عکس، آثار و اسناد ایشان نیز برای بازدید علاقه‌مندان گشایش یافت.